# Marcia Moretto
Marcia Lynn Moretto (Illinois, 18 de julio de 1946 (según algunas fuentes en 1949), - París, 21 de mayo de 1983), fue una bailarina, modelo, coreógrafa y directora argentino-estadounidense, notoria por innovar en la presentación de desfiles de moda con sus coreografías.

## Biografía
Marcia Moretto nació en Illinois (Estados Unidos) mientras sus padres residían allí realizando estudios de posgrado. Era hija de Orestes Moretto, un destacado ingeniero civil y Nelly Pozzoli de Moretto, pionera en la música electrónica en Argentina. Tuvo un hermano, Gustavo, conocido por ser miembro en la década de 1970 de las bandas Alma y Vida y Alas.
Marcia Moretto trabajó como modelo en Argentina, donde también trabajó en algunas películas a comienzos de la década de 1970. y luego emigró a Francia en la década de 1970 para escapar de la dictadura iniciada luego del golpe de estado de 1976. Trabajó con el dramaturgo español Armando Llamas. Allí participó de exhibiciones en Montparnasse, donde bailaba una coreografía de inspiración argentina con música de la brasileña Gal Costa en la que usaba boleadoras. En esa época también impartió clases de danza en Sartrouville en la década de 1970. Entre sus alumnas en el centro de danza Marais se encontraba la cantante Catherine Ringer.
Tuvo una hija, Lola Mitchell, nacida en 1978, con el fotógrafo argentino Jorge Damonte.
Marcia Moretto falleció de un cáncer de mama de rápida evolución en mayo de 1983.

## Homenajes
Acompañó al grupo Les Rita Mitsouko (que incluía a Catherine Ringer) en el escenario durante sus primeras giras. El dúo le rindió homenaje con la canción "Marcia Baila" del año 1984, la cual se convirtió en un éxito comercial para su banda Les Rita Mitsouko y un éxito de la década de 1980. Este tema fue reversionado en varias ocasiones, siendo la versión del cantante puertorriqueño Ricky Martin una de las más conocidas en español.

## Obras de teatro
- 1972 - Esto es music hall. Revista musical, coreografía de Marcia Moretto.
- 1975 - India, dirección de la autora, coreografía de Marcia Moretto.
- 1976 - Silences nocturnes aux îles des fées, dirección de Chloé Caillat y Armando Llamas, coreografía de Marcia Moretto.
- 1978 - India encodre, dirección de la autora, coreografía de Marcia Moretto.
- 1978 - La Señora Presidente, dirección de Jorge Damonte y Marcia Moretto, coreografía de Marcia Moretto.
- 1979 - Tirana, dirección de la autora, coreografía de Marcia Moretto.
- 1983 - Cervantes Intermèdes, dirigidos por Jean Jourdheuil y Jean-François Peyret. Coreografiado por Marcia Moretto, se representó póstumamente en el Festival de Aviñón de 1983.[14]